# Castell d'Òdena
El castell d'Òdena és un edifici d'Òdena (Anoia) declarat bé cultural d'interès nacional. És situat en un turó guixós de 410m que domina la conca d'Òdena. Al voltant s'estén la població actual.

## Descripció
Actualment s'observa una gran torre poligonal, ja que la resta de ruïnes ha desaparegut. La torre és formada exteriorment per un poliedre d'onze cares que forma una piràmide truncada. Interiorment és circular. Les cares exteriors oscil·len entre 225 a 240 cm a la base i 205 a 225 cm al capcer. El gruix de les parets és de 244 cm. L'alçada, 10,28 m. S'accedeix a l'interior de la torre a través d'una porta adovellada oberta al nivell de primer pis i a una alçada d'uns 3,65 m del nivell de terra. Estava dividida en tres pisos, el més baix devia ser originalment una cisterna i després una presó. L'aparell és regular i ben escairat, disposat en filades ben alineades.
Encara que és citat ja en el segle X no hi ha vestigis identificatius d'aquella etapa. Com a conseqüència de l'ordre d'enderrocament de l'any 1463 i de les destruccions practicades per una explotació de guix en el lloc només en resta una torre poligonal, d'onze cares que, segons Joan Bassegoda, fou construïda durant els segles xiii - XIV. Està construïda a base de carreus d'arenosa tallats en forma rectangular, amb morter. Actualment les obres de restauració han descobert un fragment de la muralla, així com indicis d'haver existit en aquest mateix lloc un habitacle ibèric.

## Història
La primera notícia documental del castell d'Òdena és de l'any 957, quan Sala de Conflent, fundador del monestir de Sant Benet de Bages, va fer una venda a Eldegar i la seva dona Oria d'unes cases al comtat de Manresa dins el cèrcol del castell de Òdena. Les primeres notícies que es tenen d'un senyor del castell daten de l'any 1040 en un conveni entre els germans Domnuç Bernat i Guillem Bernat d'Òdena. Aquest actuà com a senyor del castell d'Òdena però el tenia en feu comtal i entre el rei i ell hi havia, possiblement un altre senyor. El castell d'Òdena estigué infeudat pels comtes de Barcelona a la família Castellvell, domini que es constata l'any 1121 i que acabarà el 1314.
El castell pertangué a la família Òdena fins al 1287. Guillem II d'Òdena el vengué al vescomte Ramon Folc VI de Cardona. Així, els vescomtes de Cardona ampliaven els seus dominis a la Conca d'Òdena. El 1295, Ramon Folc VI de Cardona vengué a l'infant Pere el dret alodial i el domini major que tenia en el castell d'Òdena. Mort l'infant Pere el 1298 el castell i la vila d'Òdena foren venuts al rei Jaume II per 10.000 sous. Finalment però, el rei Jaume II va vendre al vescomte de Cardona Hug I el castell d'Òdena amb tots els drets que hi tenia així que el seu fill Hug II i la seva mare negaren els drets reials sobre el castell. En conseqüència, el rei, Alfons el Benigne envià el sometent del veguer de Manresa contra el senyor del castell d'Òdena. El castell fou de domini reial directe fins que el 1347 la corona vengué la jurisdicció i els imperis del castell a Hug II de Cardona. En el fogatjament dimanat de 1359 consta: «Castell Dodena, 52 fochs». Malgrat força incidents posteriors, el castell romangué en poder dels vescomtes de Cardona i els seus successors, els Fernández de Córdoba, ducs de Medinaceli, fins a la fi de les jurisdiccions senyorials al segle xix.
L'any 1463, durant la guerra contra Joan II, els habitants de la ciutat d'Igualada aconseguiren l'ordre d'enderrocar el castell i no fou reconstruït, doncs no tornarà a reaparèixer com a tal.
El 1985 van començar les obres de restauració de la torre poligonal a càrrec del servei de Monuments de la Diputació de Barcelona. En l'actualitat el castell és de propietat municipal.